# بيتا خرافي
بيتا خرافي (الاسم العلمي: Pitta nympha) (بالإنجليزية: Fairy Pitta)‏ هي نوع من الطيور تتبع جنس البيتا من فصيلة طيور البيتا.